# Jean Olive Dorothy Hillcoat
Jean Olive Dorothy Hillcoat ( 1904 -1990) fue una botánica inglesa.
Trabajó en el "Museo de Historia Natural de Londres"; colectando flora de RU y de Irlanda; África norte, básicamente de Egipto [http://www.aluka.org/action/showMetadata?doi=10.5555/AL.AP.PERSON.BM000003653&pgs=&cookieSet=1 (enlace roto disponible en Internet Archive; véase el historial, la primera versión y la última).].

## Algunas publicaciones
- d. Hillcoat, r.k. Brummitt. 1983. Notes on the types of some names of Arabian Acanthaceae in the Forsskal Herbarium. Kew Bull 38: 429

- La abreviatura «Hillc.» se emplea para indicar a Jean Olive Dorothy Hillcoat como autoridad en la descripción y clasificación científica de los vegetales.[3]

Se poseen 36 registros de sus identificaciones y nombramientos de nuevas especies fundamentalmente de la familia de las leguminosas